# Alpamayo
Ne doit pas être confondu avec Pequeño Alpamayo.
L'Alpamayo est l'un des pics les plus remarquables de la cordillère Blanche, dans les Andes péruviennes. Il culmine à 5 947 mètres d'altitude. Il est situé près du hameau d'Alpamayo, entre les quebradas de Los Cedros et d'Arhuaycocha, dans le district de Santa Cruz, dans la région d'Ancash. Il a été proclamé « plus belle montagne du monde » par le magazine Alpinismus en 1966.

## Toponymie
Son nom en quechua, Allpamayu, vient d’allpa, « terre », et mayu, « rivière », soit « rivière boueuse »). Il est également connu localement sous le nom de Shuytu rahu ou Shuyturaju, « sommet oblong » en quechua.

## Géographie

### Situation
L'Alpamayo est l'un des sommets du chaînon du Santa Cruz, le plus septentrional de la cordillère Blanche.

### Topographie
Avec une pente moyenne de 60 degrés, l'Alpamayo forme une pyramide de glace presque parfaite et particulièrement photogénique. Les locaux aiment à l'appeler « La más bella montaña del mundo », c’est-à-dire « la plus belle montagne du monde », désignation qu'il partage avec le Cervin, en Europe, et l'Ama Dablam en Himalaya.[réf. nécessaire] Cette montagne comporte deux cimes reliées par une courte arête acérée :
- le sommet sud, point culminant (5 947 m) ;
- le sommet nord (5 930 mètres).

Son glacier couvre une superficie de 4,69 km2.

## Histoire
À partir de 1932, des expéditions austro-allemandes organisées par le Club alpin allemand (Deutscher Alpenverein) arrivent dans la cordillère Blanche. Elles sont dirigées par les professeurs Philip Borchers, Hermann Kinzl et Erwin Schneider de l'université de Munich en Allemagne et de l'université d'Innsbruck en Autriche. Ils publient les meilleures cartes des chaînes de montagnes d'Ancash et le livre Cordillera Blanca, Perú en 1950. Ainsi, cette année-là, deux photographies du Nevado Alpamayo sont publiées pour la première fois, attirant l'attention sur sa beauté incomparable. En 1862 déjà, Antonio Raimondi avait décrit la cordillère Blanche et publié son premier livre, Las riquezas minerales del departamento de Ancash (en français : La richesse minérale du département d'Ancash), comprenant la première carte d'Ancash.
En Europe, le livre de Kinzl et Schneider suscite une grande attention et se traduit par l'arrivée à Ancash de plusieurs expéditions. En 1948, une expédition suisse du club alpin académique de Zurich se rend sur place. Elle est dirigée par Frédéric Marmillod et composée de Ruedi Schmid, Bernhard Lauterberg et Fritz Sigrist.
En 1951, c'est au tour d'une expédition franco-belge conduite par George Kogan et Raymond Leininger. Après plusieurs ascensions, ils explorent en détail les terres de la famille Romero Romaña, Hacienda Colcas, et parviennent à réaliser l'ascension du Hualcayan par le cañón del Pato, ils traversent la lagune de Cullicocha, jusqu'à atteindre la lagune de Jancarurish, au pied de l'Alpamayo. Ils traversent ensuite le glacier et ses crevasses et escaladent la crête nord jusqu'à atteindre le sommet nord de l'Alpamayo, qu'ils pensaient être le sommet principal. Ils prennent soin de ne pas marcher sur les corniches, car ce sont ces mêmes corniches qui avaient provoqué l'échec de l'expédition de l'expédition suisse de Zurich en 1948.

### Ascensions
- 1951 - Première ascension du sommet nord par Georges et Claude Kogan, Jacques Jonguen, Raymond Leininger et Maurice Lenoir[5]
- 1957 - Première ascension du sommet sud par Günter Hauser, Berhard Huhn, F. Knauss et Horst Wiedmann, le 20 juin
- 1966 - Première traverse filmée entre les deux sommets. Les Britanniques, soutenus financièrement par la BBC, Dennis Gray, D. Bathgate, R. Smith, S. Amatt et C. Burnell réalisent l'ascension le 8 juillet 1966[6].
- 1966 - Ouverture d'une voie sur la crête orientale par les Allemands P. Gessner, H. Schmidt, M. Steinbeis et J. Koch le 7 août 1966.
- 1969 - Arête est par H. Schmidt et W. Weinzierl, au cours d'une expédition allemande dirigée par Klaus Schreckenbach
- 1975 - Ouverture de la voie Ferrari sur la face sud-ouest par les Italiens Casimiro Ferrari, A. Liati, B. Borgonovo, A. Zoia Pino Negri et P. Castelnuovo, le 23 juin 1975.

### La «plus belle montagne du monde»

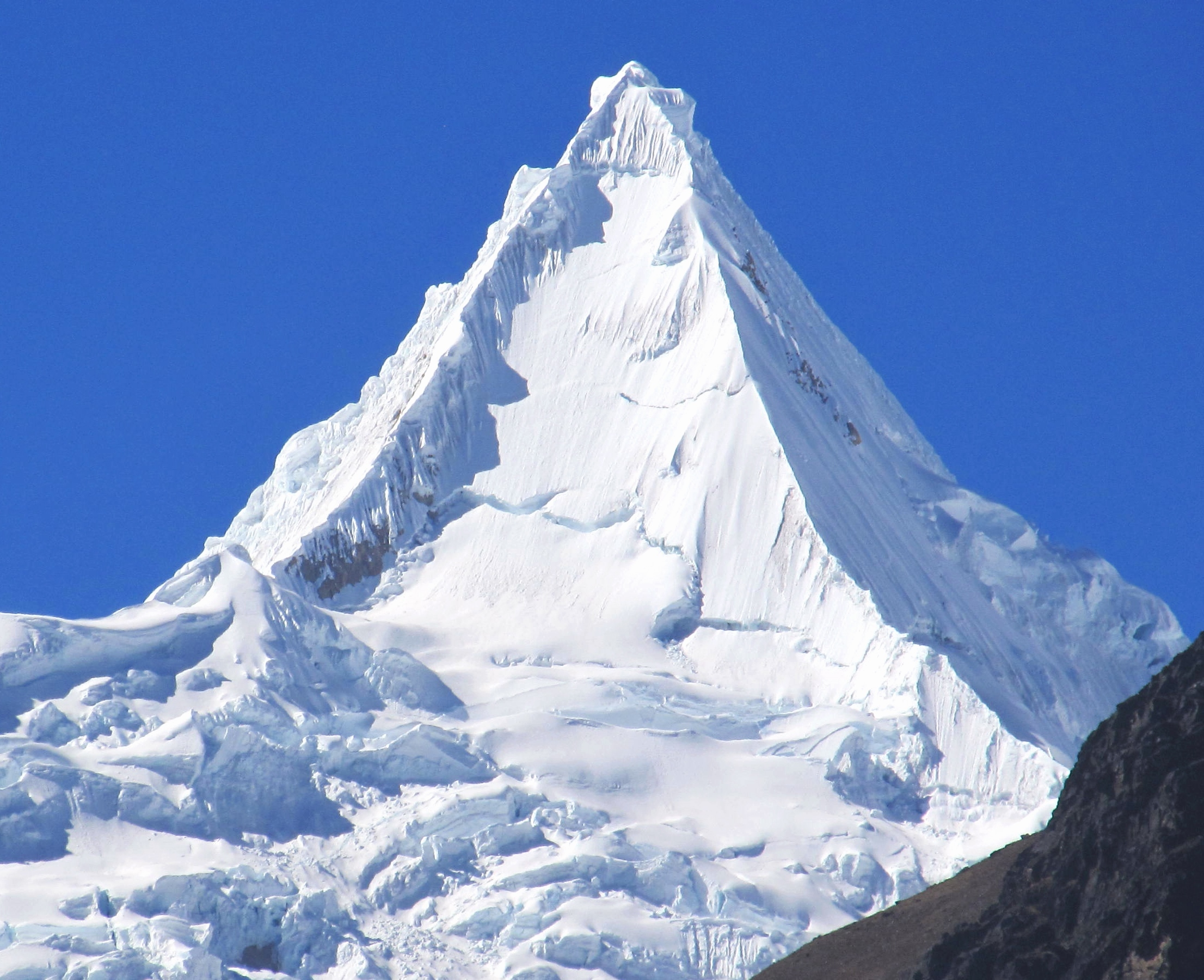
L'Alpamayo vu du nord-ouest.

En 1965, l'andiniste péruvien César Morales Arnao reçoit une lettre du rédacteur en chef du magazine allemand Alpinismus de Munich, l'invitant à envoyer au nom du Pérou les photos des montagnes péruviennes susceptibles de participer au Concours de photographie scénique, qui devrait déterminer quelles étaient les dix plus belles montagnes du monde. Les experts, après s'être réunis en 1966 en Allemagne, examinent les photographies de 47 montagnes. L'Alpamayo obtient la majorité des votes, récoltant les votes de César Morales Arnao (Pérou), Adams Carter (États-Unis), Piero Nava (Italie) et Gunter Hauser (Allemagne). Il est suivi par le K2, à la frontière entre Chine et Pakistan, le Cervin à la frontière italo-suisse, le Fitz Roy à la frontière entre l'Argentine et le Chili, le mont Blanc et les Grandes Jorasses à la frontière entre la France et l'Italie, le Siniolchu en Himalaya, le Machapuchare et l'Ama Dablam au Népal, et le Weisshorn en Suisse.

## Alpinisme
L'Alpamayo est accessible depuis la ville de Caraz, à 2 250 m d'altitude (à 467 km de Lima), à l'extrémité nord du Callejón de Huaylas (Huaylas, Ancash), par une piste de 28 km jusqu'à la ville de Cashapampa à 2 900 m. De là, une marche de 22 km le long de la quebrada Santa Cruz, jusqu'au secteur de Quisuarpampa, à 4 000 m d'altitude, où un chemin vers le nord, permet de remonter la quebrada Arhuaycocha, jusqu'au camp de base, à 4 300 m d'altitude.
On recense pas moins de 13 voies pour réaliser l'ascension de l'Alpamayo. Parmi les plus connues : la voie Ferrari, dans la face sud-est désormais la plus utilisée, la voie alternative française (ou basco-française) et la voie des Japonais. L'ascension de l'Alpamayo dure 5 à 7 jours. Actuellement, les expéditions remontent les gorges d'Arhuaycocha, escaladant la face sud-ouest (voie Ferrari), avec une cotation D (difficile).